# NGC 4629
NGC 4629 est une galaxie spirale intermédiaire de type magellanique située dans la constellation de la Vierge. Sa vitesse par rapport au fond diffus cosmologique est de 1 457 ± 24 km/s, ce qui correspond à une distance de Hubble de 21,49 ± 1,55 Mpc (∼70,1 millions d'al). NGC 4629 a été découverte par l'astronome prussien Heinrich Louis d'Arrest en 1863.
La classe de luminosité de NGC 4629 est V et elle présente une large raie HI.
À ce jour, deux mesures non basées sur le décalage vers le rouge (redshift) donnent une distance de 26,750 ± 8,697 Mpc (∼87,2 millions d'al), ce qui est à l'intérieur des valeurs de la distance de Hubble. Cependant, cette galaxie, comme plusieurs de l'amas de la Vierge, est relativement rapprochée du Groupe local et on obtient souvent une distance de Hubble très différente en raison de leur mouvement propre dans le groupe où l'amas où elles sont situées. Notons que c'est avec la valeur moyenne des mesures indépendantes, lorsqu'elles existent, que la base de données NASA/IPAC calcule le diamètre d'une galaxie.

## Identification de NGC 4629
Le professeur Seligman est d'avis que NGC 4629 n'est pas la galaxie PGC 42692, car elle est à environ un demi degré de la position indiquée par d'Arrest et de plus, elle ne correspond pas à la description qu'il en a faite, soit une nébuleuse assez brillante et assez étendue. Une explication possible de cette observation mentionnée par Seligman est que d'Arrest a vu le reflet de l'étoile Gamma Virginis dans son télescope. Si cette hypothèse est vraie, alors NGC 4629 est tout simplement un objet inexistant.

## Groupes de M49, de M60 et l'amas de la Vierge
Selon A.M. Garcia, NGC 4629 est l'une des nombreuses galaxies du groupe de M49 (127 au total) qu'il a décrit dans un article publié en 1993. On retrouve dans cette liste 63 galaxies du New General Catalogue dont NGC 4382 (M85), NGC 4472 (M49), NGC 4516, NGC 4649 (M60) ainsi que 20 galaxie de l'Index Catalogue.
D'autre part, NGC 4629 est l'une des galaxies du New General Catalogue en compagnie de toutes les galaxies de l'Index Catalogue du groupe de M49 décrit par Garcia qui n'apparaissent pas dans une liste de 227 galaxies d'un article publié par Abraham Mahtessian en 1998. Cette liste comporte plus de 200 galaxies du New General Catalogue et une quinzaine de galaxies de l'Index Catalogue. On retrouve dans cette liste 10 autres galaxies du Catalogue de Messier, soit M49, M58, M60, M61, M85, M87, M88, M91, M99 et M100.
Toutes les galaxies de la liste de Mahtessian ne constituent pas réellement un groupe de galaxies. Ce sont plutôt plusieurs groupes de galaxies qui font tous partie d'un amas galactique, l'amas de la Vierge. Pour éviter la confusion avec l'amas de la Vierge, on peut donner le nom de groupe de M60 à cet ensemble de galaxies, car c'est l'une des plus brillantes de la liste. L'amas de la Vierge est en effet beaucoup plus vaste et compterait environ 1300 galaxies, et possiblement plus de 2000, situées au cœur du superamas de la Vierge, dont fait partie le Groupe local,.
De nombreuses galaxies de la liste de Mahtessian se retrouvent dans dix groupes décrits dans l'article d'A.M. Garcia, soit le groupe de NGC 4123 (7 galaxies), le groupe de NGC 4235 (29 galaxies), le groupe de NGC 4261 (13 galaxies), le groupe de M61 (32 galaxies, M61 = NGC 4303), le groupe de NGC 4442 (13 galaxies), le groupe de NGC 4461 (9 galaxies), le groupe de M49 (127 galaxies, M49 = NGC 4472), le groupe de M87 (96 galaxies, M87 = NGC 4486), le groupe de M88 (44 galaxies, M88 = NGC 4501) et le groupe de NGC 4535 (14 galaxies). Ces dix groupes font partie de l'amas de la Vierge et ils renferment 387 galaxies. Certaines galaxies de la liste de Mahtessian ne figurent cependant dans aucun des groupes de Garcia et vice versa.